# 合衆国
合衆国（がっしゅうこく）とは、英語における政体呼称の一つである“United States”の、漢字文化圏での対訳語とされる語である。“United Provinces”の訳語として用いられることもある。
国名にも用いられ、現在はアメリカ合衆国（英: United States of America、西: Estados Unidos de América）とメキシコ合衆国（西: Estados Unidos Mexicanos、英: United Mexican States）の2か国がある。
メキシコ合衆国も、かつては英語の国名を「United States of Mexico」と称していたが、後に現名に変更した。現在では、単に合衆国（United States）と呼ぶ場合はアメリカ合衆国を指すことが多い。メキシコ合衆国国内においても、合衆国を意味するスペイン語「Estados Unidos」は、自国ではなくアメリカ合衆国を指す言葉として用いるのが通常である。

## 概要
United Statesとは、複数のState（州、国、邦）の連合体を意味し、現代の日本語に直訳すれば「連合諸州（諸国・諸邦）」あるいは「連邦」と同じ意味合いとなる。しかしながら、江戸時代末期（幕末）以降、現代に至るまで日本の政府・社会一般では一貫して「合衆国」を用いている。「連邦」の語はFederationの訳語として当てることが多い（ロシア連邦、セントクリストファー・ネイビス連邦など）。
「合衆国」が使われる以前は、“United States of America”は、日本では「アメリカ共和政治」、「アメリカ合同国」、中国では「美理哥合省国」「兼摂列邦」「育奈士迭」（United Statesの音訳）などと訳されていた。
また、“United Kingdom”（連合王国）や“United Nations”（国際連合, 連合国）などのように、States以外の語がつく場合は、Unitedは「連合」と訳されることが多い。

## 語の由来
「合衆国」という和訳の由来には、いくつかの説が提唱されている。

### 望厦条約説
1844年に米清間で締結された望厦条約の中国語文において「合衆国」表記が採用された。これがペリー来航時かその少し前に日本に伝わり、広まったとする。

### 「合州国」の誤記説
単に合州国と書くべきところを合衆国と、誤って表記したという説。“United States”を直訳すれば合州国という表現が適切であり、合衆国という訳にはならないとして、支持する者もいる。本多勝一が自著『アメリカ合州国』で主張している。

### 「『合衆＝共和制』＋国」説
「合衆」（がっしゅう）は幕末から明治初期に日本で発案された訳語で、本来的な意味としては「共和制」（Republic：君主のいない、民衆から元首を選ぶ制度）、ないしは「民主主義」（democracy, democratic）の古い訳語（前身）であり、そもそも“United States”の直訳語ではない、とする説。「合衆制度により治められる国」の意となる。由来は周礼・春官大宗伯の「大封之禮、合衆也」から。この説によれば、中国語へも日本語から輸出されたこととなる。高島俊男はこの説が正しいとしており、「合州国」の誤記説を唱える本多勝一を批判している。

### 「合＋『衆国＝共和制』」説
この訳語は中国にいた宣教師ブリッジマンによって作られ、それが日本語に転用（輸入）された、とする説。合衆国とは「衆国を合わせた」という意味を表し、「衆国」とは大衆によって運営される国（共和政体）のことを指すという。ブリッジマンは、当時中国在住の外国人の間で読まれていたThe Chinese Repository 1845, Jan. ART. VIIIに下記のように書いている。
the United States are designed〔ママ?〕 as the Hoh Chung Kwoh
—The Chinese Repository 1845, Jan. ART. VIII
本多も、ブリッジマン（中国名：裨治文）に『亜美理駕合衆国志略』という著書（1846年）があることを指摘し、「合衆国」は中国語に色々あった訳語の一つであり、合衆共治国（共和国）を略した意訳であろうと推定しており、日本もこれを借用したものとする。

### 「『合衆＝United』＋国」説
「合衆」は「複数のものを合わせてひとつにする」という意味で、 Unitedの訳とする。和田光弘は、「合衆」の意味に「民主」や「共和」の意味を読み込む見解に対し、松山棟庵『地学事始』（1870年）などが、「United Kingdom」（イギリス）を「合衆王国」と訳していることを指摘する。イギリスを「合衆王国」とする例は、福沢諭吉『西洋事情・初編三』（1866年）、アルバニイ・ホンブランク著 鈴木唯一訳『英政如何』（1868年）、村田文夫『西洋聞見録. 前編 巻之中-下』（1869年）などにも見える。

### 「合＋『衆国＝States』」説
合わさった衆（多数の）国（state, 州）、とUnited Statesを直訳したものである。
望厦条約より前の1844年正月の、広州巡撫からの上奏文に「該國係二十六虜爲一國、故有合衆國之名」とある。
また、先述したThe Chinese Repository 1845, Jan. ART. VIIIには条約翻訳者による注記として
in the 34 articles, the United States are designated as the Hoh Chung Kwoh, the literal meaning of which characters is either, "the united all nation" or "the union of all nations", they do not, however, in any sense express the "United States".
—The Chinese Repository 1845, Jan. ART. VIII
とあり、「United States の訳として合衆国を当ててみたが少し違う」との印象を持っていたと推察される。加えて「同じ条約内で State と Nation を同じ『国』を使って表すのでよくない」と不満を述べている。しかし望厦条約で採用され、以降「合衆国」がアメリカの公式漢字名として定着してしまった。

## 国

### 合衆国と称する国
2021年現在、合衆国として存続するのは2か国だけである。
- アメリカ合衆国（1776年 - ）
- メキシコ合衆国（1824年 - 〈途中一時変更の後〉 - ）

### 合衆国（United States）と称していた国
- ベルギー合衆国（現：ベルギー王国）（1790年）
- イオニア諸島合衆国（1815年 - 1864年）
- 中央アメリカ連邦共和国（1824年 - 1839年）
- コロンビア合衆国（現：コロンビア共和国 ※大コロンビアではない）（1863年 - 1886年）
- ベネズエラ（1864年 - 1953年）
- ブラジル連邦（1889年 - 1968年）
- インドネシア連邦共和国（1949年 - 1950年）

### 合衆国（United Provinces）と称していた国
- ヌエバ・グラナダ諸州連合（英語版）（1810年 - 1816年）
- アルゼンチン（1816年 - 1853年）
- 中央アメリカ諸州連合（1823年 - 1824年） - 中央アメリカ連邦共和国 の前身
- カナダ（1841年 - 1867年）
- 中央統合諸州（1859年 - 1860年）
- アグラ・オウド諸州連合（英語版）（1902年 - 1921年） - 現在のウッタル・プラデーシュ州
- 英領インド諸州連合（英語版）（1921年 - 1937年） - 現在のウッタル・プラデーシュ州
- 諸州連合（英語版）（1937年 - 1950年） - 現在のウッタル・プラデーシュ州
- 黒竜江嫩江聯合省（1947年）

### 国家構想
- アフリカ合衆国
- ヨーロッパ合衆国